# Заболотний Антон Костянтинович
Антон Костянтинович Заболотний (рос. Антон Константинович Заболотный, нар. 13 червня 1991, Айзпуте, Латвійська РСР, СРСР) — російський футболіст, нападник клубу «ЦСКА» та збірної Росії.

## Клубна кар'єра
Народився 13 червня 1991 року в місті Айзпуте Латвійської Радянської Соціалістичної Республіки в родині військового льотчика, який проходив там військову службу. Батько народився в Рубіжному Луганської області, УРСР, навчався в льотній академії, займався волейболом, став військовим. Мати в молодості займалася спринтерським бігом. Антон у дитинстві жив у багатьох містах, найдовше в Липецьку. З п'яти до семи років займався акробатикою.
В цьому ж місті почав займатися футболом в СДЮШОР «Металурга», перший тренер — Олег Криволуцький. У віці 13 років перейшов у школу столичного ЦСКА, тренери — Микола Козлов та Андрій Плахетко. У молодіжній першості дебютував 14 березня 2008 року в домашній грі з «Шинником», в 2008—2010 роках зіграв 41 матч, забив 11 голів. 25 листопада і 8 грудня 2009 року був у заявці першої команди на матчі Ліги чемпіонів 2009/10 проти «Вольфсбурга» та «Бешикташа». У січні 2010 на першому своєму передсезонному зборі в ЦСКА забив гол «Ксамаксу». Навесні через травму не зміг дебютувати в Прем'єр-лізі і до кінця сезону виступав на правах оренди за клуб ФНЛ «Волгар-Газпром» (Астрахань),  16 ігор, 6 голів. Далі віддавався в оренду в інші клуби ФНЛ «Урал» (Єкатеринбург) і «Динамо» (Брянськ). 

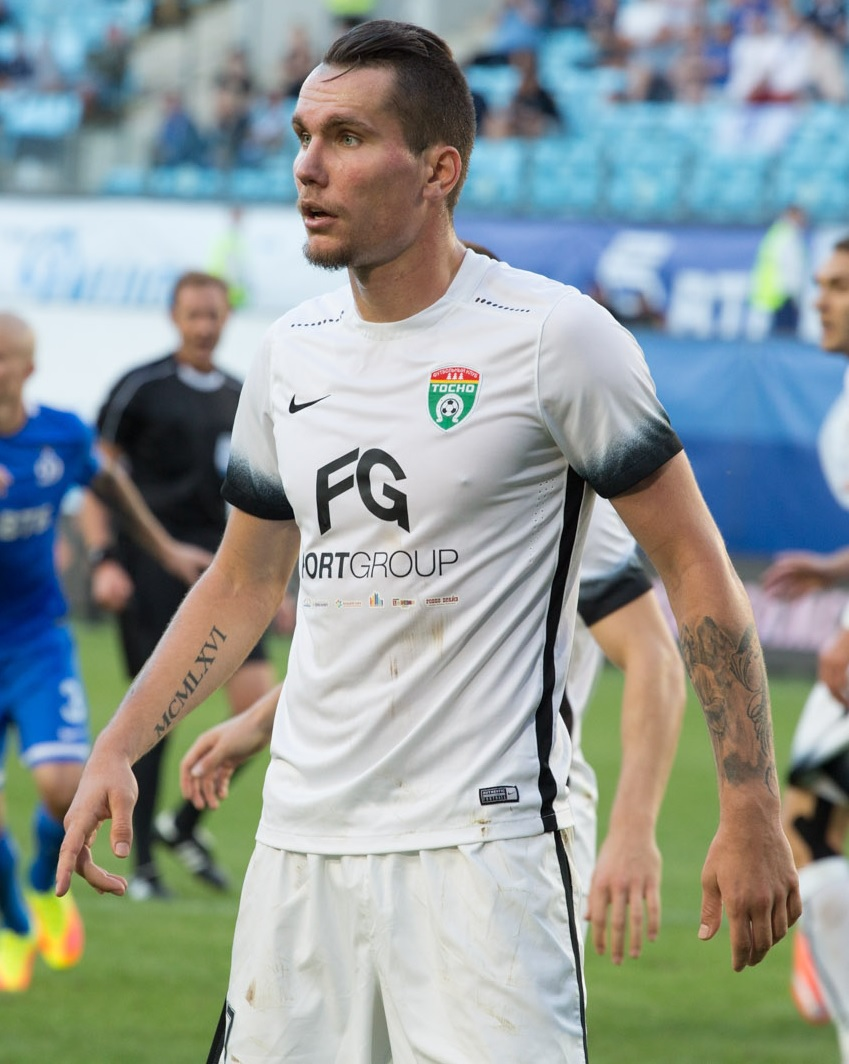
Антон Заболотний під час виступів за «Тосно». 28 серпня 2016 року.

Влітку 2012 року переніс операцію на коліні. У першій половині сезону 2012/13 провів 8 матчів і забив два голи у молодіжній першості за ЦСКА, втім за першу команду «армійців» так і не дебютував, покинувши її в кінці 2012 року.
На початку 2013 року був на перегляді в «Крилах Рад», але перейшов в «Уфу», де провів наступні півтора сезони в першості ФНЛ. 
Влітку 2014 року з'являлася інформація про те, що Заболотного можуть орендувати «Тюмень» або «Сахалін», але у вересні 2014 року він перейшов у воронезький «Факел». З командою у сезоні 2014/15 зайняв перше місце у третьому за рівнем дивізіоні Росії, забивши в 19 матчах 10 голів і вивів команду в Першість ФНЛ. Втім у першій половині сезону 2015/16 в ФНЛ у 18 іграх Заболотний забив тільки один гол і у січні через брак ігрової практики був відданий в оренду в клуб «Тосно», за який до кінця сезону забив 4 голи в 10 матчах. Перед сезоном 2016/17 підписав з «Тосно» повноцінний контракт. За підсумками сезону став найкращим бомбардиром клубу (16 голів в 32 матчах) і допоміг команді вперше в історії вийти в Прем'єр-лігу. В сезоні 2017/18 Заболотний з командою дебютував у найвищому російському дивізіоні, і в 19 іграх забив 4 голи. 
9 грудня 2017 року з'явилася інформація, що Заболотний підписав контракт з петербурзьким «Зенітом» строком на 3,5 року; сума трансферу склала близько 1,5 млн євро. Через три дні було оголошено про трансфер офіційно. Дебютував 22 січня в матчі навчально-тренувального збору в ОАЕ проти «Копенгагена», в якому відзначився голом. Офіційний дебют відбувся 15 лютого в першому матчі 1/16 фіналу Ліги Європи в гостьовому матчі проти «Селтіка» (0:1). 13 травня забив перший гол за клуб в матчі останнього туру чемпіонату Росії проти «СКА-Хабаровськ» (6:0). Станом на 10 грудня 2018 року відіграв за санкт-петербурзьку команду 21 матч в національному чемпіонаті.

## Виступи за збірні
2009 року дебютував у складі юнацької збірної Росії, взяв участь у 5 іграх на юнацькому рівні, відзначившись 3 забитими голами.
Протягом 2011—2012 років залучався до складу молодіжної збірної Росії. На молодіжному рівні зіграв у 5 офіційних матчах, забив 2 голи.
16 серпня 2017 року потрапив у розширений склад національної збірної Росії для участі в навчально-тренувальному зборі в Новогорську. У вересні головний тренер збірної Станіслав Черчесов викликав гравця збірної на товариські гри проти Південної Кореї і Ірану. Дебютував за збірну 7 жовтня у матчі проти Південної Кореї, замінивши на 80 хвилині Федора Смолова.
11 травня 2018 року він був включений до розширеного складу збірної на домашній чемпіонат світу 2018 року, втім не був включений у фінальну заявку на турнір.
10 вересня 2018 року в товариському матчі проти Чехії забив свій перший гол за збірну.
| Дата       | Місто           | Господарі | Результат | Гості          | Турнір                               | Голи | Примітки |
| ---------- | --------------- | --------- | --------- | -------------- | ------------------------------------ | ---- | -------- |
| 7-10-2017  | Москва          | Росія     | 4 – 2     | Південна Корея | товариський матч                     | -    | 80'      |
| 10-10-2017 | Казань          | Росія     | 1 – 1     | Іран           | товариський матч                     | -    | 83'      |
| 11-11-2017 | Москва          | Росія     | 0 – 1     | Аргентина      | товариський матч                     | -    | 88'      |
| 23-3-2018  | Москва          | Росія     | 0 – 3     | Бразилія       | товариський матч                     | -    | 71'      |
| 27-3-2018  | Санкт-Петербург | Росія     | 1 – 3     | Франція        | товариський матч                     | -    | 67'      |
| 10-9-2018  | Ростов-на-Дону  | Росія     | 5 – 1     | Чехія          | товариський матч                     | 1    | 73'      |
| 11-10-2018 | Калінінград     | Росія     | 0 – 0     | Швеція         | Ліга націй УЄФА 2018-2019 - 1-й етап | -    | 87'      |
| 15-11-2018 | Лейпциг         | Німеччина | 3 – 0     | Росія          | товариський матч                     | -    | 55'      |
| 20-11-2018 | Стокгольм       | Швеція    | 2 – 0     | Росія          | Ліга націй УЄФА 2018-2019 - 1-й етап | -    | 69'      |
| Усього     |                 | Матчів    | 9         |                | Голів                                | 1    |          |

## Досягнення
- Чемпіон Росії:

Зеніт: 2018-19
- Володар Кубка Росії (1):

ЦСКА: 2022-23